# مبنى ألفريد مورا الفدرالي
مبنى ألفريد مورا الفدرالي (بالإنجليزية: Alfred P. Murrah Federal Building)‏ كان مجمعاً تابعاً لالحكومة الفيدرالية للولايات المتحدة. ويقع في وسط مدينة أوكلاهوما ، ولاية أوكلاهوما في الولايات المتحدة.
تعرض المبنى للهجوم في عام 1995 على يد متطرف أمريكي يدعى تيموثي مك فاي وقد راح ضحية الانفجار 168 شخصاً من ضمنهم 19 طفلاً.
بقايا المبنى إنهارت بعد شهر من الهجوم وتم بناء نصب تذكاري ومتحف أوكلاهوما الوطني في نفس الموقع الذي كان يحتله المبنى.

## الانفجار

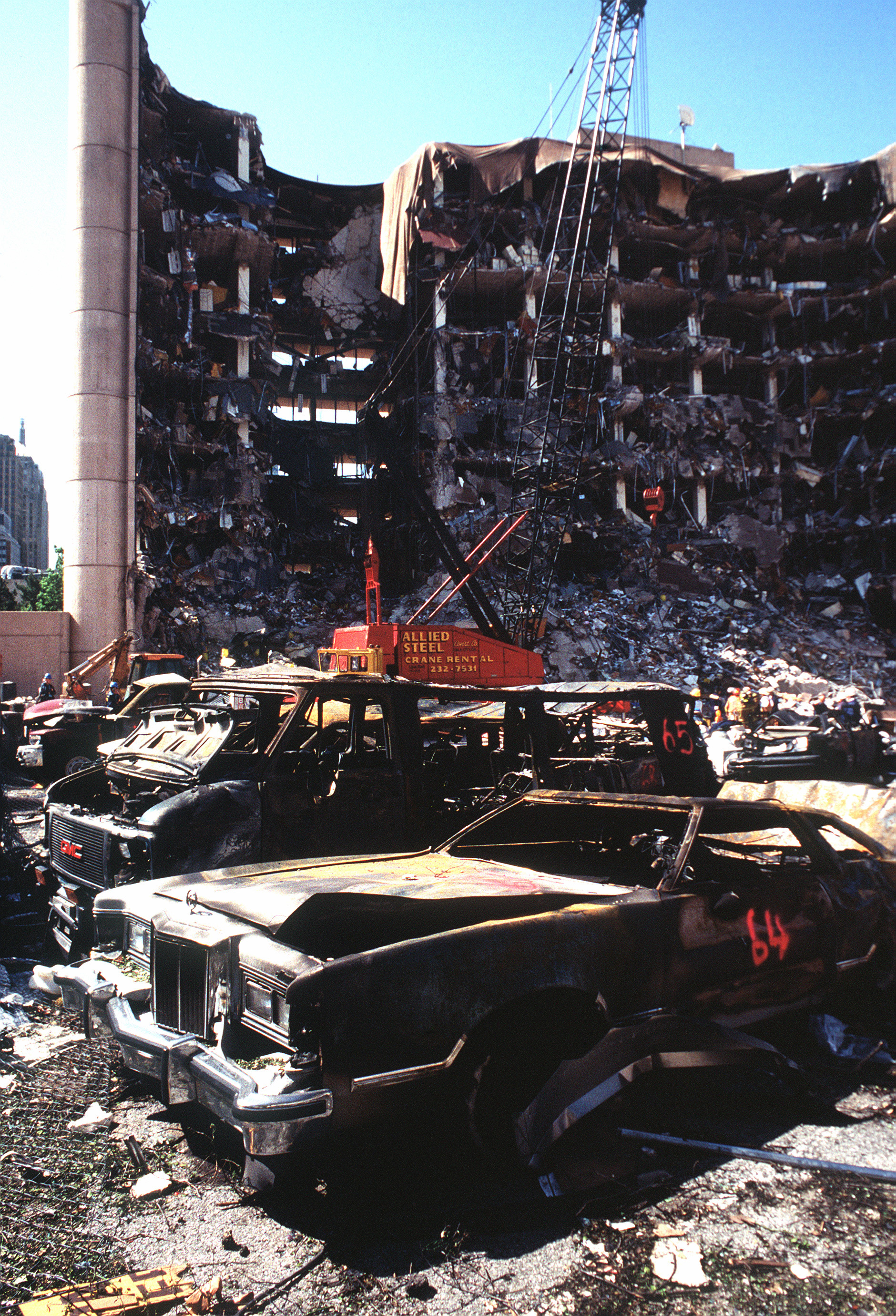
المبنى بعد الهجوم والانفجار